# John Abercrombie / Marc Johnson / Peter Erskine
| Recensione | Giudizio |
| ---------- | -------- |
| AllMusic   |          |

John Abercrombie / Marc Johnson / Peter Erskine è un album dal vivo dei musicisti jazz statunitensi John Abercrombie, Marc Johnson e Peter Erskine, pubblicato dalla casa discografica tedesca ECM Records nel 1989.

## Tracce

### LP
(1989, ECM Records, ECM 1390)
Lato A
1. Furs on Ice – 7:27 (musica: Marc Johnson)
2. Stella by Starlight (strumentale) – 7:33 (testo: Ned Washington – musica: Victor Young)
3. Alice in Wonderland (strumentale) – 7:20 (testo: Bob Hilliard – musica: Sammy Fain)
4. Beautiful Love (strumentale) – 7:52 (testo: Haven Gillespie – musica: Wayne King, Egbert Van Alstyne, Victor Young)

Durata totale: 30:12
Lato B
1. Innerplay – 5:41 (musica: John Abercrombie, Marc Johnson, Peter Erskine)
2. Light Beam – 3:16 (musica: John Abercrombie)
3. Drum Solo – 2:55 (musica: Peter Erskine)
4. Four on One – 5:59 (musica: John Abercrombie)
5. Samurai Hee-Haw – 8:07 (musica: Marc Johnson)
6. Haunted Heart (strumentale) – 5:25 (testo: Howard Dietz – musica: Arthur Schwartz)

Durata totale: 31:23

## Formazione
- John Abercrombie – chitarra, guitar synth
- Marc Johnson – contrabbasso
- Peter Erskine – batteria

### Produzione
- Manfred Eicher – produzione
- Registrazione effettuata dal vivo il 21 aprile 1988 al Nightstage di Boston, Massachusetts
- Tony Romano – ingegnere delle registrazioni
- Remixaggio effettuato al Rainbow Studio di Oslo (Norvegia)
- Jan Erik Kongshaug – ingegnere del remixaggio
- Barbara Wojirsch – design copertina album originale
- Steve Lake – note retrocopertina album originale[2]